# Plaza de la Constitución (San Agustín)
La Plaza de la Constitución es una plaza pública en San Agustín, Florida, Estados Unidos. Fundada por los españoles en 1573 durante la época colonial de la Florida española, es la plaza más antigua de los Estados Unidos. La plaza forma el centro de la ciudad colonial y está rodeada de estructuras históricas como la Casa del Gobierno (1710), residencia del gobernador español, y la catedral basílica de San Agustín, construida por los españoles entre 1793 y 1797.
Dentro de la plaza se encuentra el monumento a la Constitución de 1812, el primer mercado público de la ciudad, el pozo público español y varios otros monumentos, jardines, quioscos y espacios verdes.
Desde 1980 la plaza tiene la designación de Hito Histórico Nacional.

## Monumento a la Constitución de 1812

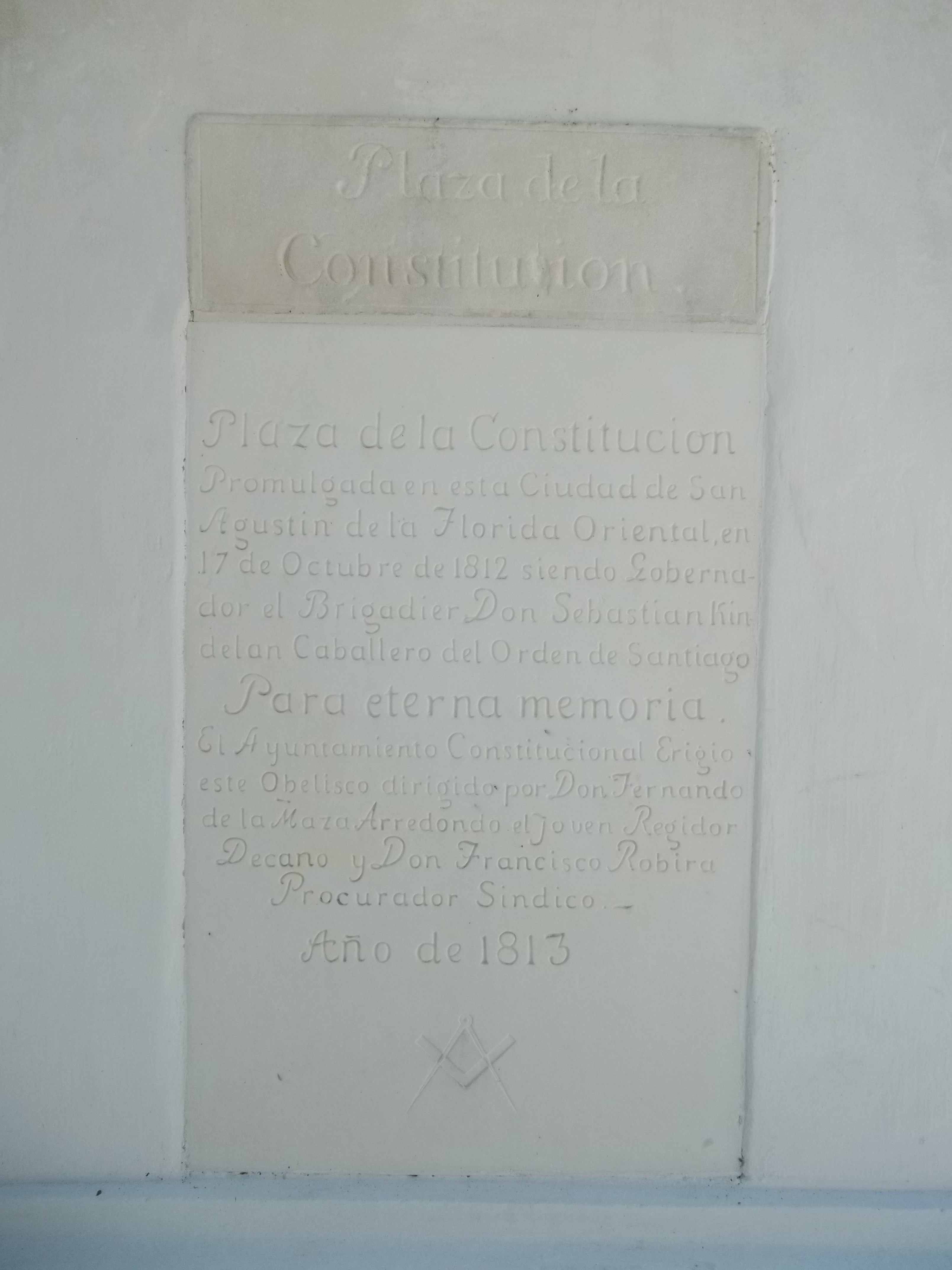
Placa en el monumento de la Constitución de 1812.

### Construcción
El monumento a la Constitución de 1812 celebra la promulgación de esta constitución en Cádiz, España. La constitución se anunció a los ciudadanos de San Agustín el 17 de octubre de 1812, unos siete meses después de su promulgación en España, por el gobernador de la Florida oriental Sebastián de Kindelán y Oregón. En 1813 el ayuntamiento inauguró este obelisco de 5,5 metros de altura para celebrar la nueva constitución. El proyecto fue dirigido por Fernando de la Maza Arredondo y Francisco Robira.

### Actualidad
Es uno de pocos monumentos que celebran la Constitución de 1812 que perduran hoy en día en el antiguo imperio español, como el monumento a la Constitución en Comayagua, Honduras. La mayoría de monumentos a la constitución fueron mandados a destruir en 1814 cuando se decretó su derogación. En San Agustín se negaron a destruir el monumento, posiblemente por el gran coste que involucró su construcción.
En el 2011 se inició un proceso de restauración del monumento para celebrar los 200 años de la constitución. El Gobierno de España por medio de la embajada de España en Estados Unidos donó dinero para su restauración, junto con fondos de empresarios españoles e hispanos de la Florida del Spain-Florida Foundation, y fondos municipales y estatales.

## Pozo público español

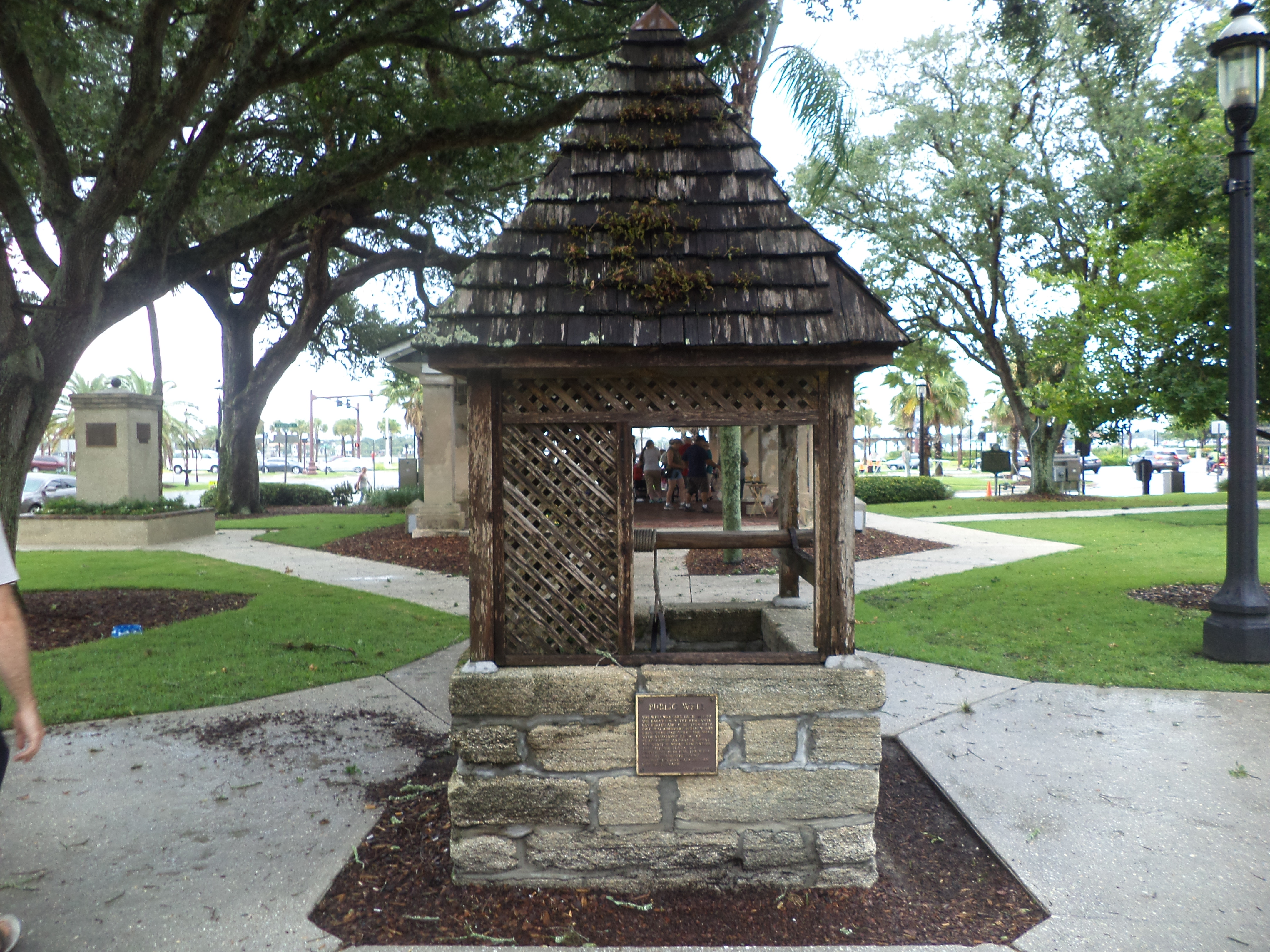
El pozo público español, construido en el y reconstruido en 1975.

En la plaza se encuentra el pozo público español (Spanish public well). El pozo fue construido en el siglo XVIII y fue parcialmente destruido durante la ocupación británica entre 1763 y 1784. Como parte de las celebraciones del bicentenario de los Estados Unidos, el pozo fue restaurado e reinaugurado en 1975.
Desde 1981, el pozo tiene la designación de American Water Landmark o "Hito de Agua de los Estados Unidos".

## Galería

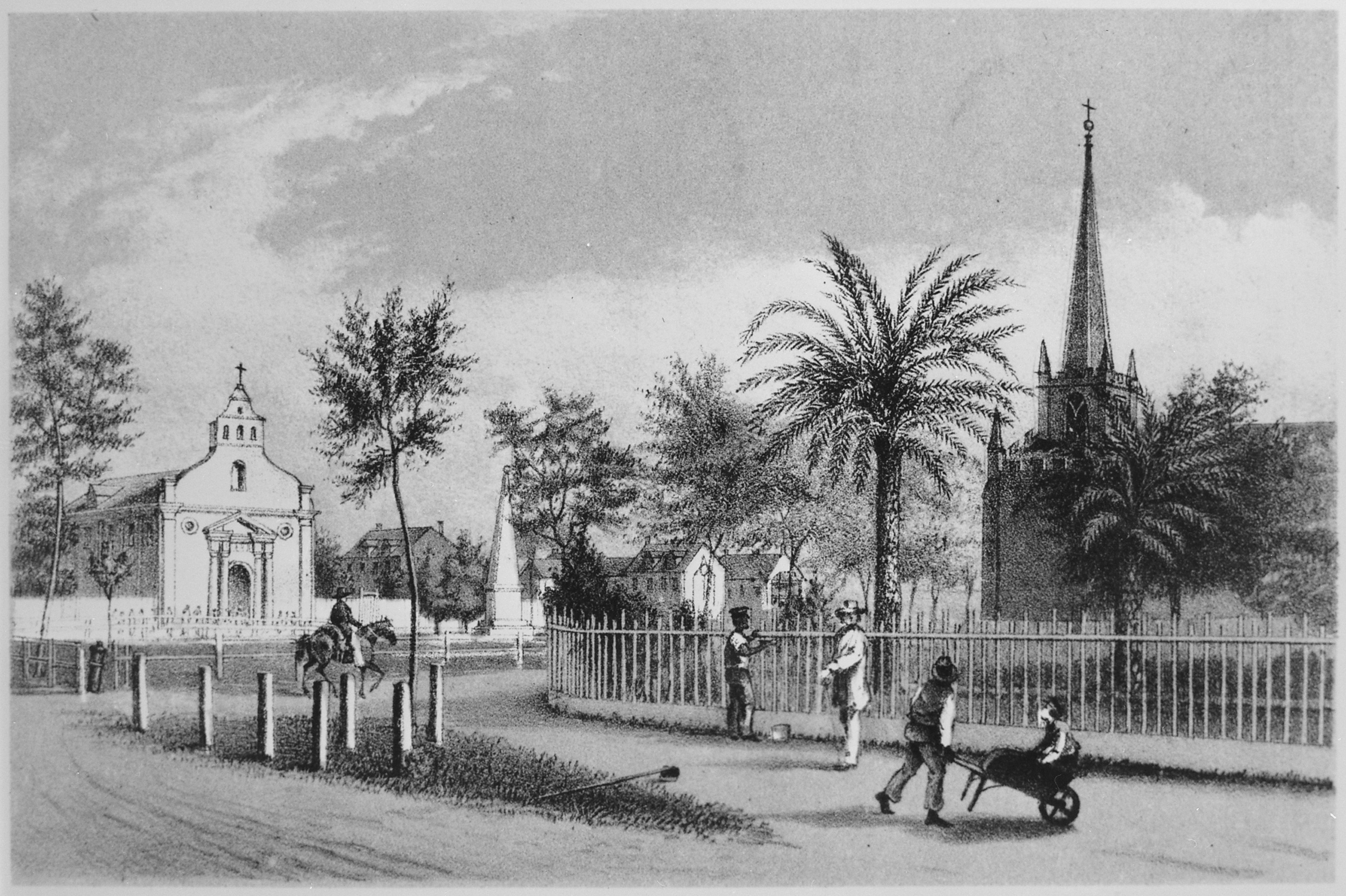
La Plaza de la Constitución de San Agustín en 1858.
Estereoscopio de la plaza entre 1850 y 1930.
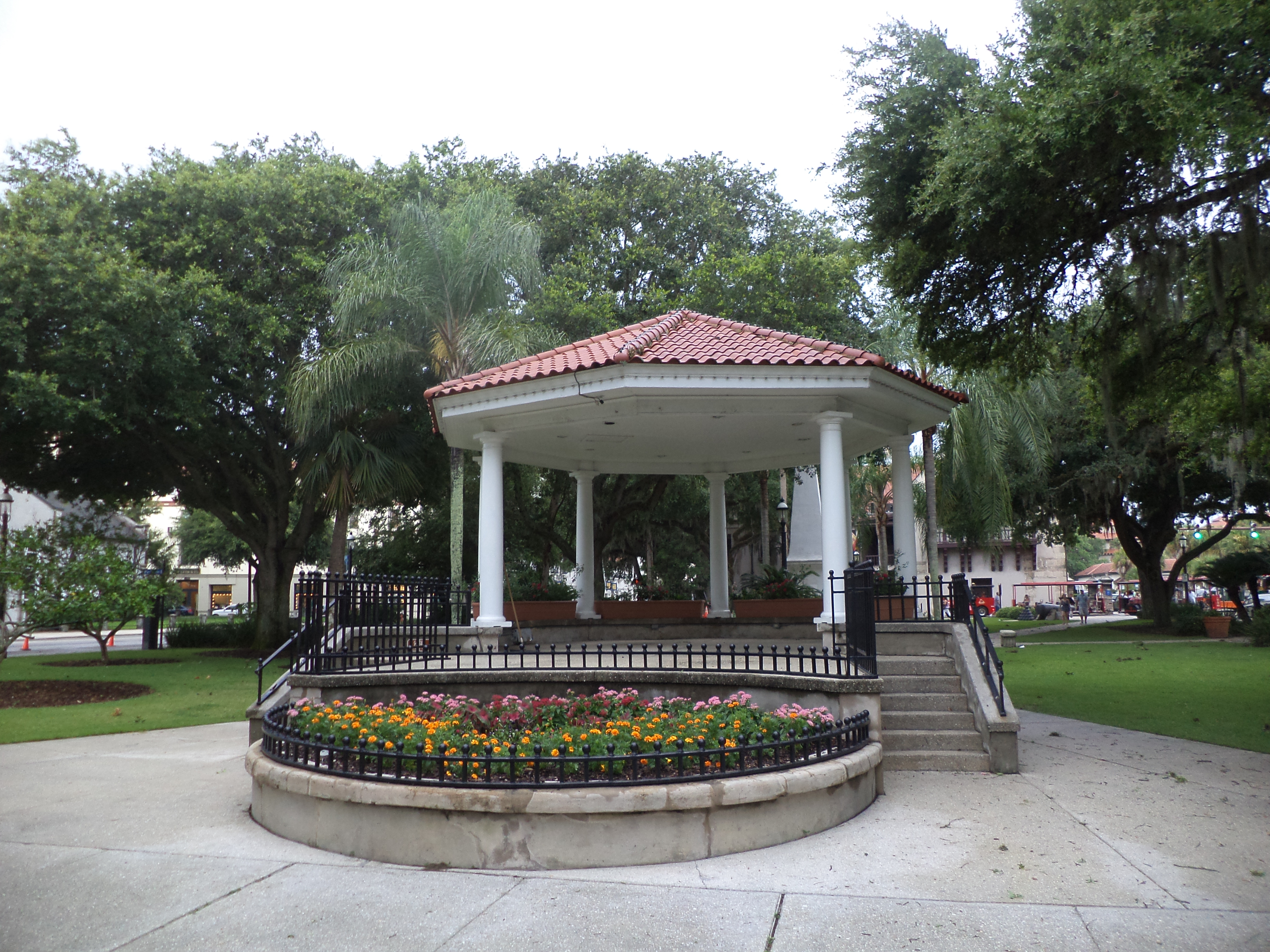
Quiosco en la plaza.
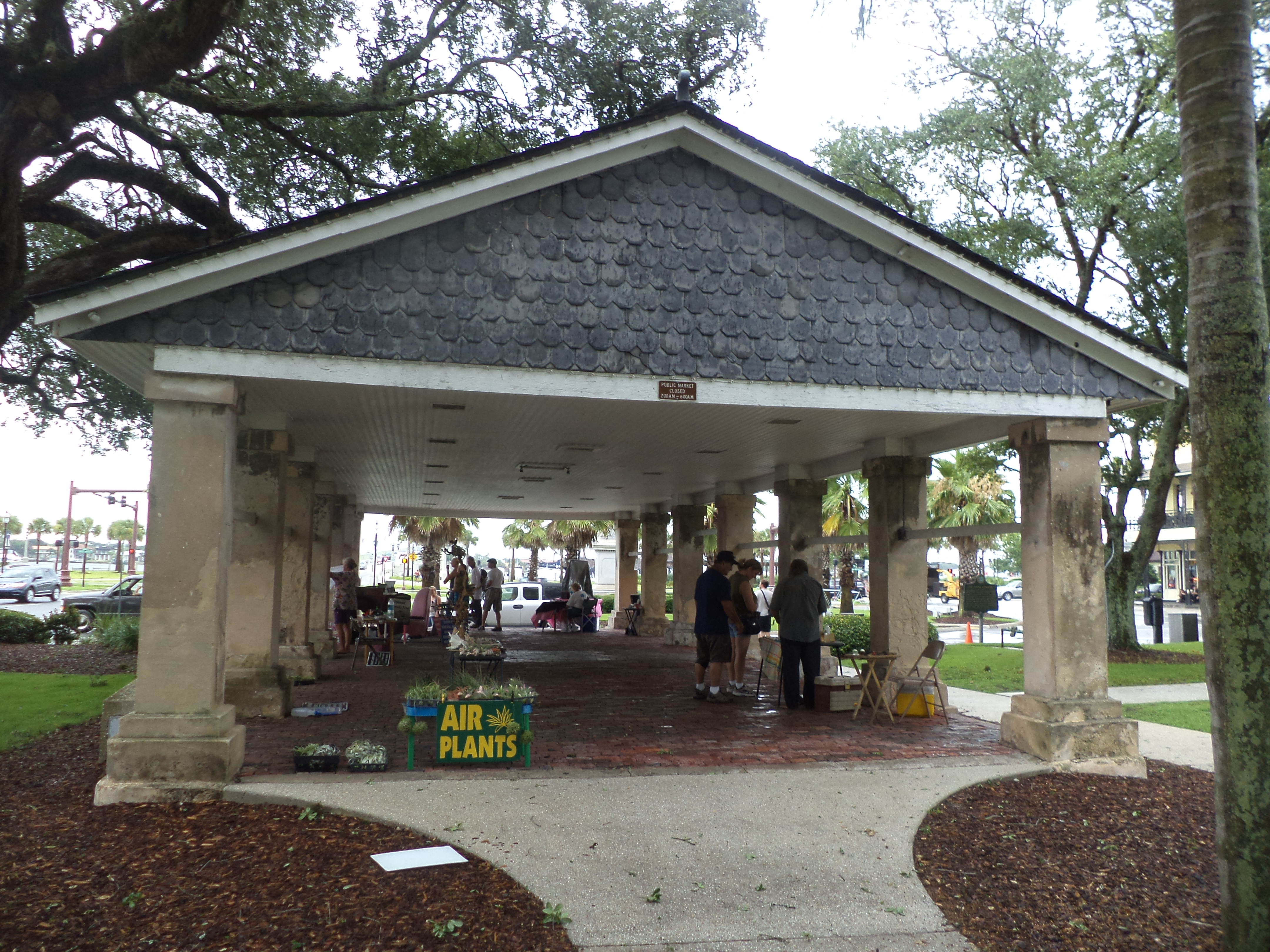
Mercado público de San Agustín, ubicado en la plaza.
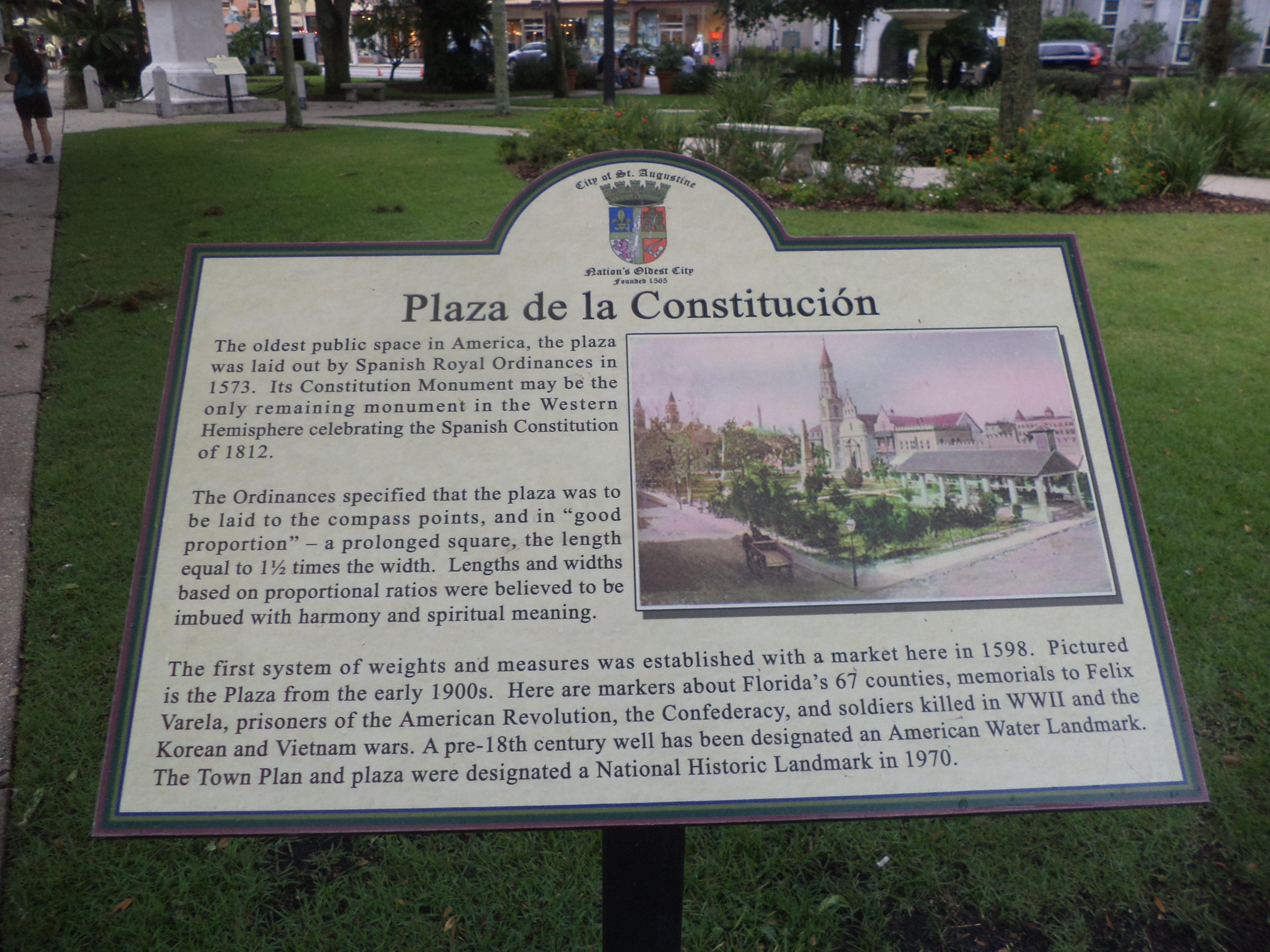
Rótulo informativo de la historia de la plaza.
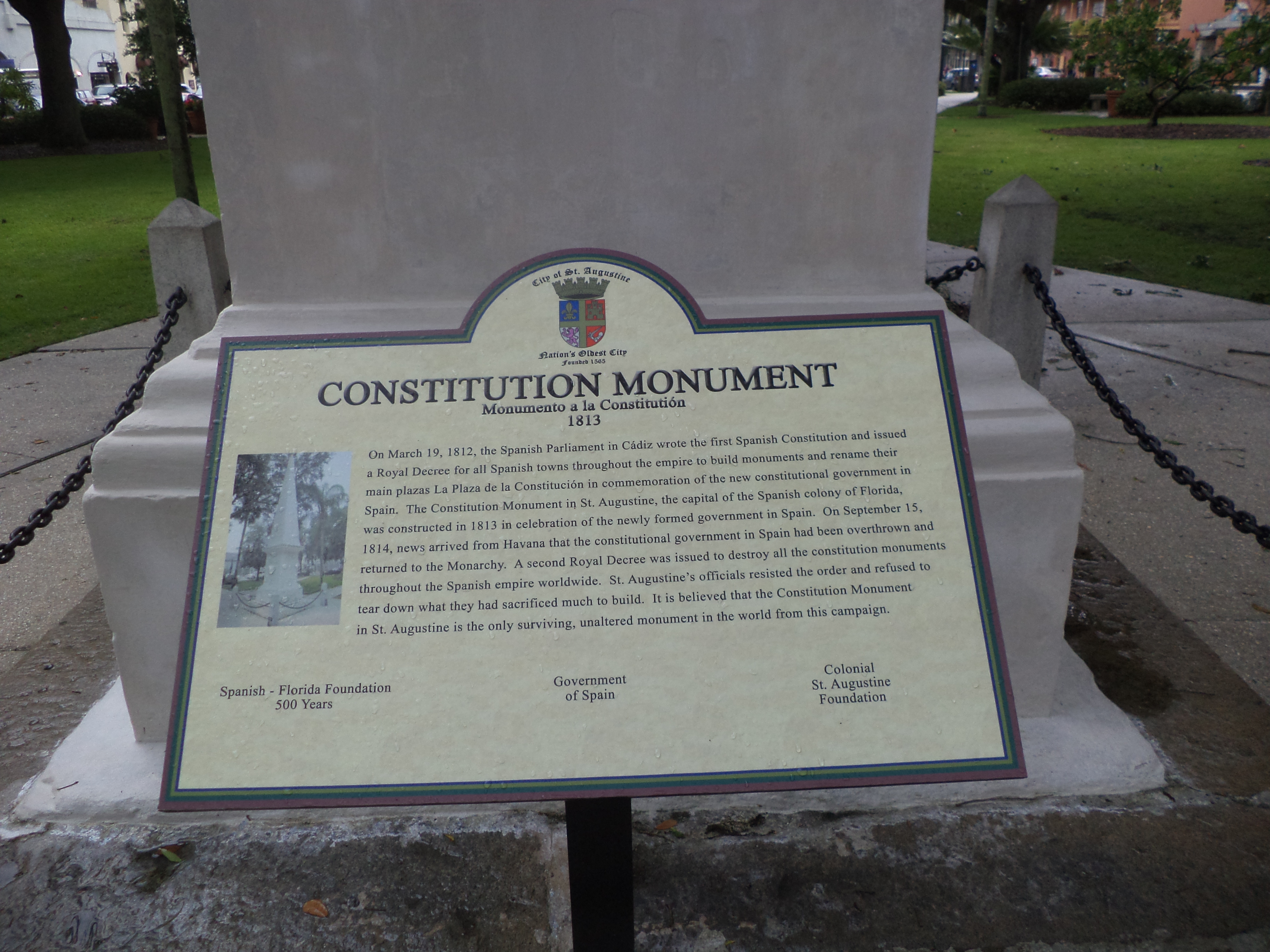
Rótulo informativo del monumento a la Constitución de 1812.
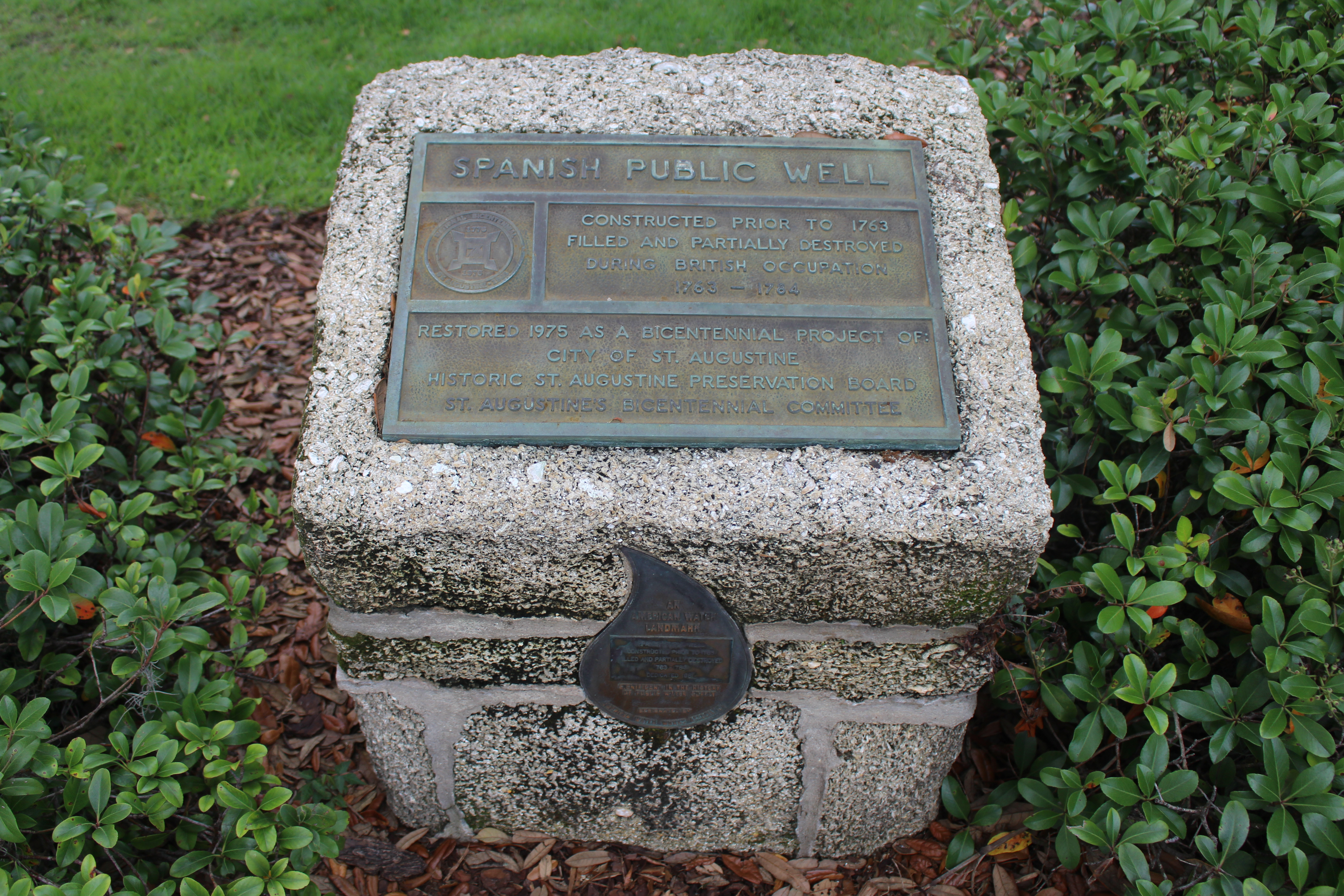
Placa del pozo público español.
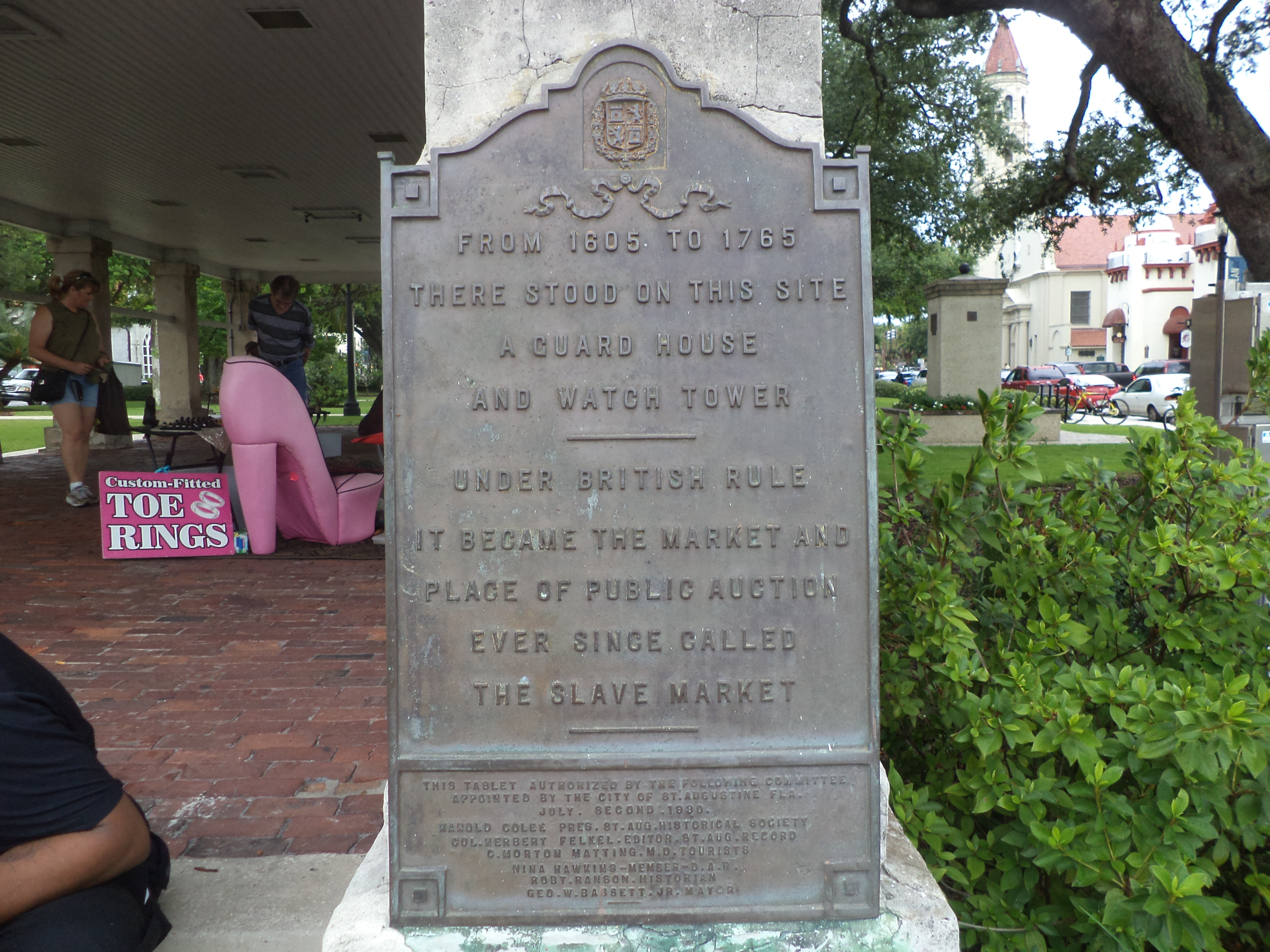
Placa en el mercado público.